# Avgustov mavzolej
Avgustov mavzolej (italijansko Mausoleo di Augusto) je velika grobnica, ki jo je rimski cesar Avgust zgradil leta 28 pr. n. št. Mavzolej je na trgu Piazza Augusto Imperatore v Rimu, blizu vogala z Via di Ripetta, ki teče vzdolž Tibere. Zemljišče zajema območje, ki je enako nekaj mestnim blokom in je med cerkvijo San Carlo al Corso in muzejem Ara Pacis. Trenutno je v fazi obnove s predvidenim datumom zaključka aprila 2019, ko ga bodo odprli za javnost. 

## Opis
Mavzolej je bil eden prvih projektov, ki jih je začel po zmagi v bitki pri Akciju leta 31 pr. n. št. V tlorisu je bil krožen, sestavljen iz več koncentričnih obročev iz zemlje in opeke, obloženih s travertinom na zunanjosti in zasajen s cipresami na vrhu. Celotna zgradba je bila pokrita s stožčasto streho in ogromnim bronastim Avgustovim kipom.
Streho so podpirali oboki in spodaj odprli pogrebne prostore. Dvojčka obeliska iz rožnatega granita sta obdajala obokan vhod; bila sta odstranjena; en je zdaj na Piazza dell'Esquilino (na severozahodni strani bazilike Santa Maria Maggiore), drug pa na vodnjaku na Kvirinalu. Dokončan mavzolej je meril 90 m v premeru in 42 m višine.
Od vhoda je vodil hodnik v središče mavzoleja, kjer je bila komora s tremi nišami, ki so vsebovale zlate žare s pepelom cesarske družine. Dva stebra ob vhodu sta bila opremljena z bronastimi ploščami z napisom Res Gestae Divi Augusti, dokument, ki opisuje Avgustove dosežke in zmage . V okolici mavzoleja je bil urejen park, podoben sodobnim javnim parkom, ki je omogočal umik iz močno urbaniziranega Marsovega polja v Rimu.

## Post-klasična zgodovina
Tradicionalna zgodba je, da so leta 410, ko je Alarik I. v času plenjenja Rima, in Vizigoti, ukradli žare in raztresli pepel, ne da bi poškodoval zgradbo (Rodolfo Lanciani). Platner in Ashby pa se strinjata, da »zgodba o ropanju, ki ga je Alarik naredil leta 410, nima nobene zgodovinske podlage in ne vemo ničesar o tem uničenju«.
V srednjem veku je bil tumulus utrjen kot grad – podobno kot je bil Hadrijanov mavzolej, ki je bil spremenjen v Angelski grad (Castel Sant'Angelo) - in ga je zasedla družina Colonna. 
Po katastrofalnem porazu rimske občine v rokah grofa Tusculuma leta 1167 so Colona osramotili in izgnali, njihovo utrdbo na Marsovem polju pa uničili. 
Matteo Rosso, vnuk Orsa in sin Giovannija Gaetana, gospodarja Vicovara, je 1241 kot rimski senator obvaroval Rim pred napadi svetorimskega cesarja Friderika II. in zasedel trdnjavo njihovih zaveznikov – družine Colonna - Avgustov mavzolej. Orsinijevi so bili namreč vedno popolnoma predani Cerkvi in papeštvu. 
V času renesanse je prešla v last več rimskih družin, ki so jo uporabljali kot vrt; v začetku 19. stoletja se je uporabljal kot cirkus.
V začetku 20. stoletja je bila notranjost mavzoleja uporabljena kot koncertna dvorana z imenom Augusteo, dokler je Mussolini ni naročil zapreti v 1960-ih letih letih in jo obnovil v status arheološkega najdišča. Obnova Avgustovega mavzoleja na znamenitem mestu ob ambicioznem preoblikovanju Rima, si je Mussolini prizadeval povezati težnje italijanskega fašizma z nekdanjo slavo rimskega imperija. Mussolini je bil še posebej povezan z dosežki Avgusta, ko se je videl kot »prerojeni Avgust«, ki je pripravljen začeti novo obdobje italijanske prevlade.

## Rekonstrukcija
Januarja 2017 so italijanske oblasti napovedale, da bo Avgustov mavzolej zaradi donacije Telecom Italia v višini 6 milijonov EUR celovito obnovljen, kar bo omogočilo, da ga prvič po sedemdesetih letih odprejo za javnost. Popolnoma obnovljen bo vključeval multimedijsko razstavo, ki bo projicirala slike modernega in starega Rima na notranje stene zgradbe.
Prejšnji namen, da bi se mavzolej obnovil pravočasno, da bi obeležili 2000-letnico Avgustove smrti leta 2014 ni uspel zaradi pomanjkanja sredstev. Zanemarjanje mavzoleja, zaprtega za javnost, poraščenega z rastlinjem in uporabljenega kot odlagališče smeti, je že dolgo pritegnilo kritike, zlasti po odprtju muzeja Ara Pacis čez cesto leta 2006.

## Pokopani
Med tiste, katerih ostanki so bili položeni v mavzolej pred Avgustovo smrtjo, so bili:
- Mark Klavdij Marcel (ki je bil tam prvi pokopan, leta 23 pr. n. št.),
- Mark Vipsanij Agripa leta 12 pr. n. št.
- Neron Klaudij Druz leta 9 pr. n. št.,
- Oktavija mlajša (Avgustova sestra) 9. ali 11. pr. n. št.
- Gaj Cezar in Lucij Cezar, Avgustova vnuka in dediča

Po Avgustovi smrti je mavzolej gostil pepel:
- Livija (Avgustova žena),
- Germanik,
- Agripina starejša,
- Agripinina hčerka Julia Livilla,
- Neron Julije Cezar Germanik,
- Druz Cezar (Germanikov sin),
- Kaligula,
- Tiberij,
- Druz Julij Cezar (Tiberijev sin),
- Antonija mlajša (Klavdijeva mati),
- Klavdij I.,
- Britanik (Klavdijev sin),
- balzamirano telo Neronove žene Popeje Sabine,
- Nerva, zadnji cesar, za katerega je bil odprt mavzolej.
- Julia Druzila, hči Kaligule